# Апостолов, Виден
Виден Апостолов (болг. Виден Апостолов; 17 октября 1941, Нови-Искыр — 13 ноября 2020, Пловдив) — болгарский футболист, защитник. Заслуженный мастер спорта НРБ (1975).

## Карьера
Начал профессиональную карьеру за столичный «Локомотив» в 1959 году. За один сезон (1959/60) в клубе Виден сыграл 15 матчей и забил 1 гол. В 1960 году перешёл в «Ботев» из города Пловдив. Дебют состоялся 6 ноября 1960 года в матче против «Спартака» (Пловдив). Последним матч стал против «Ботева» (Враца) 4 сентября 1976 года. В клубе провёл 16 сезонов. Сыграл 429 матчей и забил 37 голов. Всего в Первом дивизионе Болгарии провёл 444 матча (3-й результат в национальной истории), забил 38 голов.
За сборную Болгарии провёл 22 матча и забил 3 гола. Участник чемпионата мира 1966 года в Англии.

## Достижения
- Чемпион Болгарии: 1967
- Обладатель Кубка Болгарии: 1962